# Rioseco (Vizcaya)
Rioseco es una entidad de población española del municipio de Valle de Carranza, perteneciente a la provincia de Vizcaya, en la comunidad autónoma del País Vasco.

## Demografía
En 2023, la entidad singular de población, que incluye el núcleo de La Cadena, tenía empadronados 40 habitantes.